# کوسالار (لنکران)
کوسالار (به لاتین: Kosalar) یک منطقه مسکونی است که در شهرستان لنکران در جمهوری آذربایجان واقع شده‌است.